# 茨城町
茨城町（いばらきまち）は、茨城県中部・県央地域に位置し、東茨城郡に属する町。ラムサール条約登録湿地の涸沼に面する。

## 地理
茨城県の中央部、水戸市の南側に位置し、関東平野に属している。町東部には湖の大きさとしては全国30位に入る涸沼があり、その涸沼に向かって涸沼川・涸沼前川が町の中心部を流れている。鉄道は通っていないが、昭和期には水戸棚町〜奥谷を結んでいた鉄道が運行された時期が僅かながら存在した。高速道路は、北部を北関東自動車道が通り、2つのインターチェンジ（茨城町西インターチェンジ・茨城町東インターチェンジ）があり、中央部には東関東自動車道が通り、茨城空港北インターチェンジがある。茨城町西インターチェンジ付近には茨城中央工業団地 、町中央部には茨城工業団地が形成されている。

### 隣接している自治体
- 水戸市
- 笠間市
- 鉾田市
- 小美玉市
- 東茨城郡大洗町

## 歴史

### 年表
- 1955年（昭和30年）
  - 2月11日
    - 長岡町・川根村・上野合村・鹿島郡沼前村が合併し、東茨城郡茨城町が誕生。

  - 9月 - 町の広報紙、広報いばらきが創刊（創刊時の名称は「茨城町広報」）[注釈 1]。
- 1958年（昭和33年）3月5日 - 石崎村を編入合併。現在の大きさに。
- 1968年（昭和43年）－ 国道6号長岡バイパス（後に水戸バイパス）が開通。(暫定二車線)
- 1988年（昭和63年）12月1日 - 内原町と境界変更。
- 1990年（平成2年）
  - 6月1日
    - 小川町と境界変更。
    - 美野里町と境界変更。
    - 鉾田町と境界変更。

  - 8月8日 - 国道6号茨城町バイパスが開通。
  - 8月19日 - 町運動公園で『第1回ふるさとふれあいまつり』（1997年より現在の『いばらきまつり』にリニューアル）が開催。現在では町運動公園ではなく、ゆうゆう館駐車場やその周辺で開催されている。
- 2000年（平成12年）3月18日 - 北関東自動車道の友部JCT-水戸南IC間が開通。
- 2002年（平成14年） - 新字名として、桜の郷（旧大字大戸、近藤の各一部）を設定[2]。
- 2006年（平成18年）2月6日 - 水戸市との合併協議会を設立。2007年の水戸市への編入合併を検討していたが、2007年4月の町長選挙（統一地方選挙）で合併慎重派の小林宣夫が当選したことにより方針転換。協議会は同年9月29日に解散された[3]。
- 2010年（平成22年）3月6日 - 東関東自動車道の茨城町JCT-茨城空港北IC間が開通。
  - 6月26日 - 『第1回ひぬまあじさいまつり』が開催。
- 2018年（平成30年）2月3日 - 東関東自動車道の茨城空港北IC-鉾田IC間が開通。

### 行政区域変遷
細かい境界の変遷は省略。
変遷の年表
| 茨城町町域の変遷（年表） | 茨城町町域の変遷（年表） | 茨城町町域の変遷（年表） |
| 年                       | 月日                     | 現茨城町町域に関連する行政区域変遷 |
| ------------------------ | ------------------------ | --- |
| 1889年（明治22年）       | 4月1日                   | 町村制施行に伴い、以下の町村がそれぞれ発足。 - 東茨城郡 - 長岡村 ← 長岡村・馬渡村・近藤村・常井村・大戸村・前田村・谷田部村・小鶴村 - 川根村 ← 木部村・南栗崎村・野曽村・南川又村・上飯沼村・上飯沼村・飯沼新田村・蕎麦原村・ 駒渡村・越安村・下土師村・奥谷村 - 上野合村 ← 鳥羽田村・神谷村・南島田村・下座村・生井沢村・小幡村・上雨ヶ谷村・下雨ヶ谷村 - 石崎村 ← 上石崎村・中石崎村・下石崎村 - 鹿島郡 - 沼前村 ← 海老原村・宮ヶ崎村・城之内村・綱掛村・小堤村・駒場村・神宿村 |
| 1955年（昭和30年）       | 2月11日                  | - 長岡村が町制施行して長岡町となる。 - 長岡町・川根村・上野合村・沼前村が合併し茨城町が発足。 |
| 1958年（昭和33年）       | 3月5日                   | 茨城町は石崎村を編入。 |

- 変遷表

| 茨城町町域の変遷表  | 茨城町町域の変遷表 | 茨城町町域の変遷表 | 茨城町町域の変遷表  | 茨城町町域の変遷表 | 茨城町町域の変遷表  | 茨城町町域の変遷表          | 茨城町町域の変遷表          | 茨城町町域の変遷表 | 茨城町町域の変遷表 |
| 1868年 以前         | 1868年 以前        | 1868年 以前        | 明治元年 - 明治22年 | 明治22年 4月1日    | 明治22年 - 昭和19年 | 昭和20年 - 昭和64年         | 昭和20年 - 昭和64年         | 平成元年 - 現在    | 現在               |
| ------------------- | ------------------ | ------------------ | ------------------- | ------------------ | ------------------- | --------------------------- | --------------------------- | ------------------ | ------------------ |
| 茨城郡 （東茨城郡） |                    | 長岡村             | 長岡村              | 長岡村             | 長岡村              | 昭和30年2月11日 茨城町      | 茨城町                      | 茨城町             | 茨城町             |
| 茨城郡 （東茨城郡） | 馬渡村             |                    |                     | 長岡村             | 長岡村              | 昭和30年2月11日 茨城町      | 茨城町                      | 茨城町             | 茨城町             |
| 茨城郡 （東茨城郡） | 近藤村             |                    |                     | 長岡村             | 長岡村              | 昭和30年2月11日 茨城町      | 茨城町                      | 茨城町             | 茨城町             |
| 茨城郡 （東茨城郡） | 常井村             |                    |                     | 長岡村             | 長岡村              | 昭和30年2月11日 茨城町      | 茨城町                      | 茨城町             | 茨城町             |
| 茨城郡 （東茨城郡） | 大戸村             |                    |                     | 長岡村             | 長岡村              | 昭和30年2月11日 茨城町      | 茨城町                      | 茨城町             | 茨城町             |
| 茨城郡 （東茨城郡） | 前田村             |                    |                     | 長岡村             | 長岡村              | 昭和30年2月11日 茨城町      | 茨城町                      | 茨城町             | 茨城町             |
| 茨城郡 （東茨城郡） | 谷田部村           |                    |                     | 長岡村             | 長岡村              | 昭和30年2月11日 茨城町      | 茨城町                      | 茨城町             | 茨城町             |
| 茨城郡 （東茨城郡） | 小鶴村             |                    |                     | 長岡村             | 長岡村              | 昭和30年2月11日 茨城町      | 茨城町                      | 茨城町             | 茨城町             |
| 茨城郡 （東茨城郡） |                    | 木部村             | 木部村              | 川根村             | 川根村              | 昭和30年2月11日 茨城町      | 茨城町                      | 茨城町             | 茨城町             |
| 茨城郡 （東茨城郡） | 南栗崎村           |                    |                     | 川根村             | 川根村              | 昭和30年2月11日 茨城町      | 茨城町                      | 茨城町             | 茨城町             |
| 茨城郡 （東茨城郡） | 野曽村             |                    |                     | 川根村             | 川根村              | 昭和30年2月11日 茨城町      | 茨城町                      | 茨城町             | 茨城町             |
| 茨城郡 （東茨城郡） |                    | 川又村             | 南川又村            | 川根村             | 川根村              | 昭和30年2月11日 茨城町      | 茨城町                      | 茨城町             | 茨城町             |
| 茨城郡 （東茨城郡） | 下飯沼村           |                    |                     | 川根村             | 川根村              | 昭和30年2月11日 茨城町      | 茨城町                      | 茨城町             | 茨城町             |
| 茨城郡 （東茨城郡） |                    | 上飯沼村           | 上飯沼村            | 川根村             | 川根村              | 昭和30年2月11日 茨城町      | 茨城町                      | 茨城町             | 茨城町             |
| 茨城郡 （東茨城郡） | 飯沼新田村         | 上飯沼村           |                     | 川根村             | 川根村              | 昭和30年2月11日 茨城町      | 茨城町                      | 茨城町             | 茨城町             |
| 茨城郡 （東茨城郡） | 蕎麦原村           |                    |                     | 川根村             | 川根村              | 昭和30年2月11日 茨城町      | 茨城町                      | 茨城町             | 茨城町             |
| 茨城郡 （東茨城郡） | 駒渡村             |                    |                     | 川根村             | 川根村              | 昭和30年2月11日 茨城町      | 茨城町                      | 茨城町             | 茨城町             |
| 茨城郡 （東茨城郡） | 越安村             |                    |                     | 川根村             | 川根村              | 昭和30年2月11日 茨城町      | 茨城町                      | 茨城町             | 茨城町             |
| 茨城郡 （東茨城郡） | 下土師村           |                    |                     | 川根村             | 川根村              | 昭和30年2月11日 茨城町      | 茨城町                      | 茨城町             | 茨城町             |
| 茨城郡 （東茨城郡） | 奥谷村             |                    |                     | 川根村             | 川根村              | 昭和30年2月11日 茨城町      | 茨城町                      | 茨城町             | 茨城町             |
| 鹿島郡              |                    | 宮ヶ崎村           | 宮ヶ崎村            | 沼前村             | 沼前村              | 昭和30年2月11日 茨城町      | 茨城町                      | 茨城町             | 茨城町             |
| 鹿島郡              | 城之内村           |                    |                     | 沼前村             | 沼前村              | 昭和30年2月11日 茨城町      | 茨城町                      | 茨城町             | 茨城町             |
| 鹿島郡              | 海老原村           |                    |                     | 沼前村             | 沼前村              | 昭和30年2月11日 茨城町      | 茨城町                      | 茨城町             | 茨城町             |
| 鹿島郡              | 神宿村             |                    |                     | 沼前村             | 沼前村              | 昭和30年2月11日 茨城町      | 茨城町                      | 茨城町             | 茨城町             |
| 鹿島郡              | 綱掛村             |                    |                     | 沼前村             | 沼前村              | 昭和30年2月11日 茨城町      | 茨城町                      | 茨城町             | 茨城町             |
| 鹿島郡              | 小堤村             |                    |                     | 沼前村             | 沼前村              | 昭和30年2月11日 茨城町      | 茨城町                      | 茨城町             | 茨城町             |
| 鹿島郡              | 駒場村             |                    |                     | 沼前村             | 沼前村              | 昭和30年2月11日 茨城町      | 茨城町                      | 茨城町             | 茨城町             |
| 茨城郡 （東茨城郡） |                    | 鳥羽田村           | 鳥羽田村            | 上野合村           | 上野合村            | 昭和30年2月11日 茨城町      | 茨城町                      | 茨城町             | 茨城町             |
| 茨城郡 （東茨城郡） | 秋葉村             |                    |                     | 上野合村           | 上野合村            | 昭和30年2月11日 茨城町      | 茨城町                      | 茨城町             | 茨城町             |
| 茨城郡 （東茨城郡） | 神谷村             |                    |                     | 上野合村           | 上野合村            | 昭和30年2月11日 茨城町      | 茨城町                      | 茨城町             | 茨城町             |
| 茨城郡 （東茨城郡） |                    | 島田村             | 南島田村            | 上野合村           | 上野合村            | 昭和30年2月11日 茨城町      | 茨城町                      | 茨城町             | 茨城町             |
| 茨城郡 （東茨城郡） | 下座村             |                    |                     | 上野合村           | 上野合村            | 昭和30年2月11日 茨城町      | 茨城町                      | 茨城町             | 茨城町             |
| 茨城郡 （東茨城郡） | 生井沢村           |                    |                     | 上野合村           | 上野合村            | 昭和30年2月11日 茨城町      | 茨城町                      | 茨城町             | 茨城町             |
| 茨城郡 （東茨城郡） | 小幡村             |                    |                     | 上野合村           | 上野合村            | 昭和30年2月11日 茨城町      | 茨城町                      | 茨城町             | 茨城町             |
| 茨城郡 （東茨城郡） | 下雨ヶ谷村         |                    |                     | 上野合村           | 上野合村            | 昭和30年2月11日 茨城町      | 茨城町                      | 茨城町             | 茨城町             |
| 茨城郡 （東茨城郡） | 上雨ヶ谷村         |                    |                     | 上野合村           | 上野合村            | 昭和30年2月11日 茨城町      | 茨城町                      | 茨城町             | 茨城町             |
| 茨城郡 （東茨城郡） |                    | 上石崎村           | 上石崎村            | 石崎村             | 石崎村              | 石崎村                      | 昭和33年3月5日 茨城町に編入 | 茨城町             | 茨城町             |
| 茨城郡 （東茨城郡） | 中石崎村           |                    |                     | 石崎村             | 石崎村              | 石崎村                      | 昭和33年3月5日 茨城町に編入 | 茨城町             | 茨城町             |
| 茨城郡 （東茨城郡） | 下石崎村           |                    |                     | 石崎村             | 石崎村              | 石崎村                      | 昭和33年3月5日 茨城町に編入 | 茨城町             | 茨城町             |
| 茨城郡 （東茨城郡） |                    | 若宮村             | 若宮村              | 酒門村 の一部      | 酒門村 の一部       | 昭和30年4月1日 石崎村に編入 | 昭和33年3月5日 茨城町に編入 | 茨城町             | 茨城町             |

## 人口
| |                                        |  |
| 茨城町と全国の年齢別人口分布（2005年） | 茨城町の年齢・男女別人口分布（2005年） |  |
| ■紫色 ― 茨城町 ■緑色 ― 日本全国 | ■青色 ― 男性 ■赤色 ― 女性              |  |
| 茨城町（に相当する地域）の人口の推移 \| 1970年（昭和45年） \| 28,956人 \| \| \| 1975年（昭和50年） \| 30,574人 \| \| \| 1980年（昭和55年） \| 32,901人 \| \| \| 1985年（昭和60年） \| 35,158人 \| \| \| 1990年（平成2年） \| 35,651人 \| \| \| 1995年（平成7年） \| 35,741人 \| \| \| 2000年（平成12年） \| 35,296人 \| \| \| 2005年（平成17年） \| 35,008人 \| \| \| 2010年（平成22年） \| 34,513人 \| \| \| 2015年（平成27年） \| 32,921人 \| \| \| 2020年（令和2年） \| 31,401人 \| \| |                                        |  |
| 総務省統計局 国勢調査より |                                        |  |
| 1970年（昭和45年） | 28,956人                               |  |
| 1975年（昭和50年） | 30,574人                               |  |
| 1980年（昭和55年） | 32,901人                               |  |
| 1985年（昭和60年） | 35,158人                               |  |
| 1990年（平成2年） | 35,651人                               |  |
| 1995年（平成7年） | 35,741人                               |  |
| 2000年（平成12年） | 35,296人                               |  |
| 2005年（平成17年） | 35,008人                               |  |
| 2010年（平成22年） | 34,513人                               |  |
| 2015年（平成27年） | 32,921人                               |  |
| 2020年（令和2年） | 31,401人                               |  |

## 行政
県
- 茨城県工業技術センター：長岡3781-1
- 茨城県立消防学校：長岡4068
- 茨城県立農業大学校：長岡4070-186
- 茨城県運転免許試験場：長岡3783-3

独立行政法人
- 国立病院機構水戸医療センター：桜の郷280

## 国の機関
- 陸上自衛隊長岡射撃場

## 産業
従来から盛んだった農業に加え、近年は工業の成長が著しい。二つの広大な工業団地が立地する。
茨城中央工業団地は茨城町西ICに接していて、総面積176.0ha(そのうち工場用地面積123.7ha)を有する。
- 茨城中央工業団地
  - 東海旅客鉄道株式会社
  - 株式会社AESCジャパン
  - 株式会社アダストリア・ロジスティクス
  - 日立建機日本株式会社
  - アサガミプレス茨城株式会社
  - 東邦薬品株式会社
  - 三愛オブリガス東日本株式会社
  - シーズイシハラ株式会社
  - 株式会社岡本製作所
  - 株式会社立花マテリアル
  - 西尾レントオール株式会社
  - 株式会社MonotaRO（モノタロウ）
  - 株式会社トキワ
  - ティエムファクトリ株式会社
- 茨城工業団地
  - 株式会社あけぼの印刷社
  - 株式会社茨城ミトモ
  - 株式会社ホンダパーツ日商
  - 株式会社山宗
  - ペリージャパン株式会社
  - プレステック株式会社
  - UDトラックスジャパン株式会社
  - 日本梱包運輸倉庫株式会社
  - 株式会社ホンダモビリティ北関東
  - 株式会社タカミヤ
  - 株式会社ジャパンミート
- 茨城日野株式会社
- 日東電気株式会社本社

## 名所・旧跡・観光・その他
- 涸沼
- 小幡北山埴輪製作遺跡
- 大戸のサクラ
- 小幡城
- 飯沼城跡
- 広浦秋月の碑（水戸八景のひとつ）
- 上野山古墳
- 宝塚古墳
- 神谷古墳群
- 勘十郎堀
- 木村家住宅
- 水戸街道長岡宿
- 水戸電気鉄道常陸長岡駅跡
- 涸沼川デルタ
- 涸沼サイクリングコース
- イオンタウン水戸南

## 文化施設

### 公園
- 茨城町運動公園
- 奥谷公園
- 大戸さくら公園
- 涸沼自然公園
- 親沢公園
- 宮前公園
- 広浦公園
- 網掛公園

### 図書館
- 茨城町立図書館

## 祭事

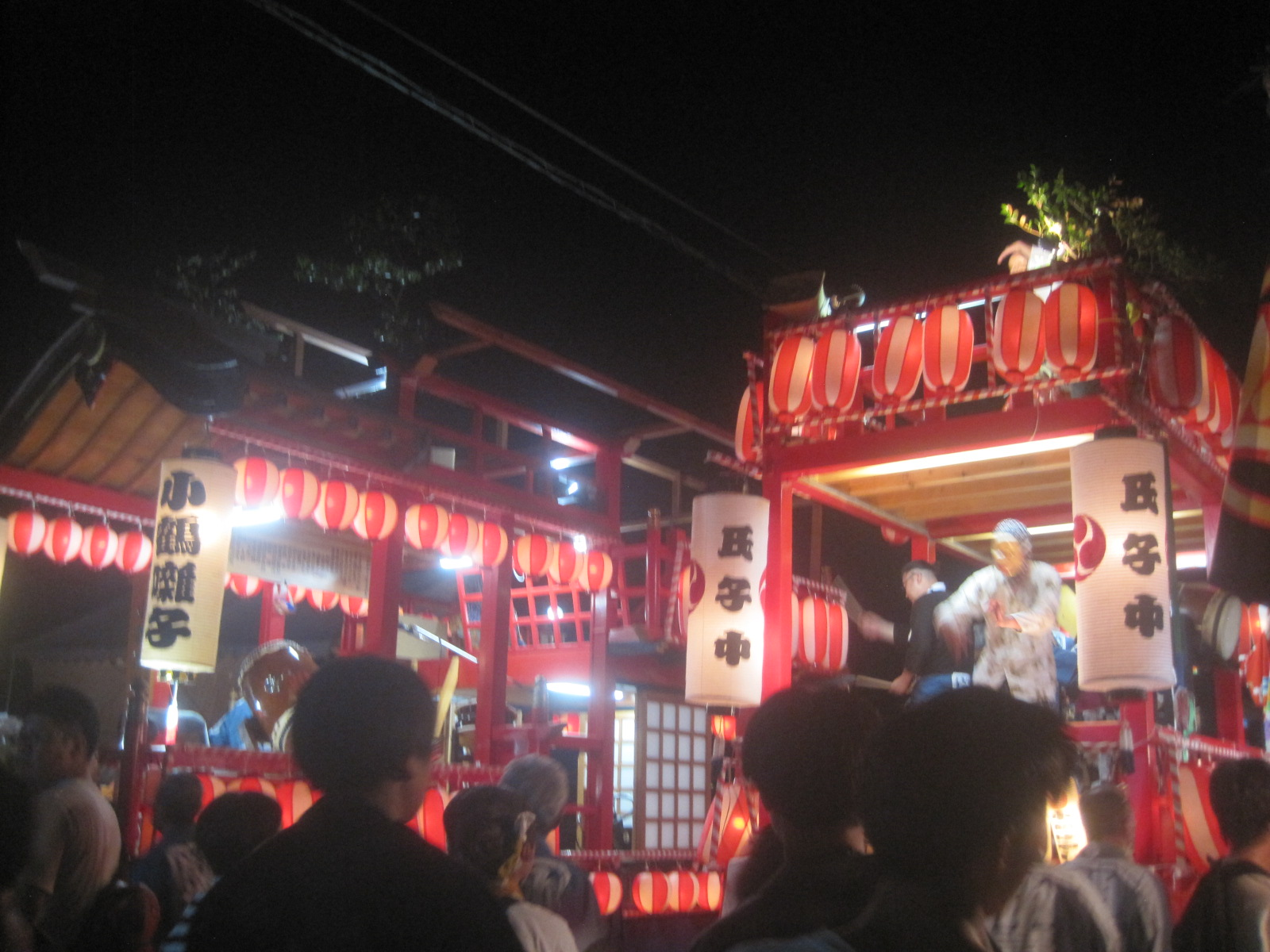
小鶴祇園祭

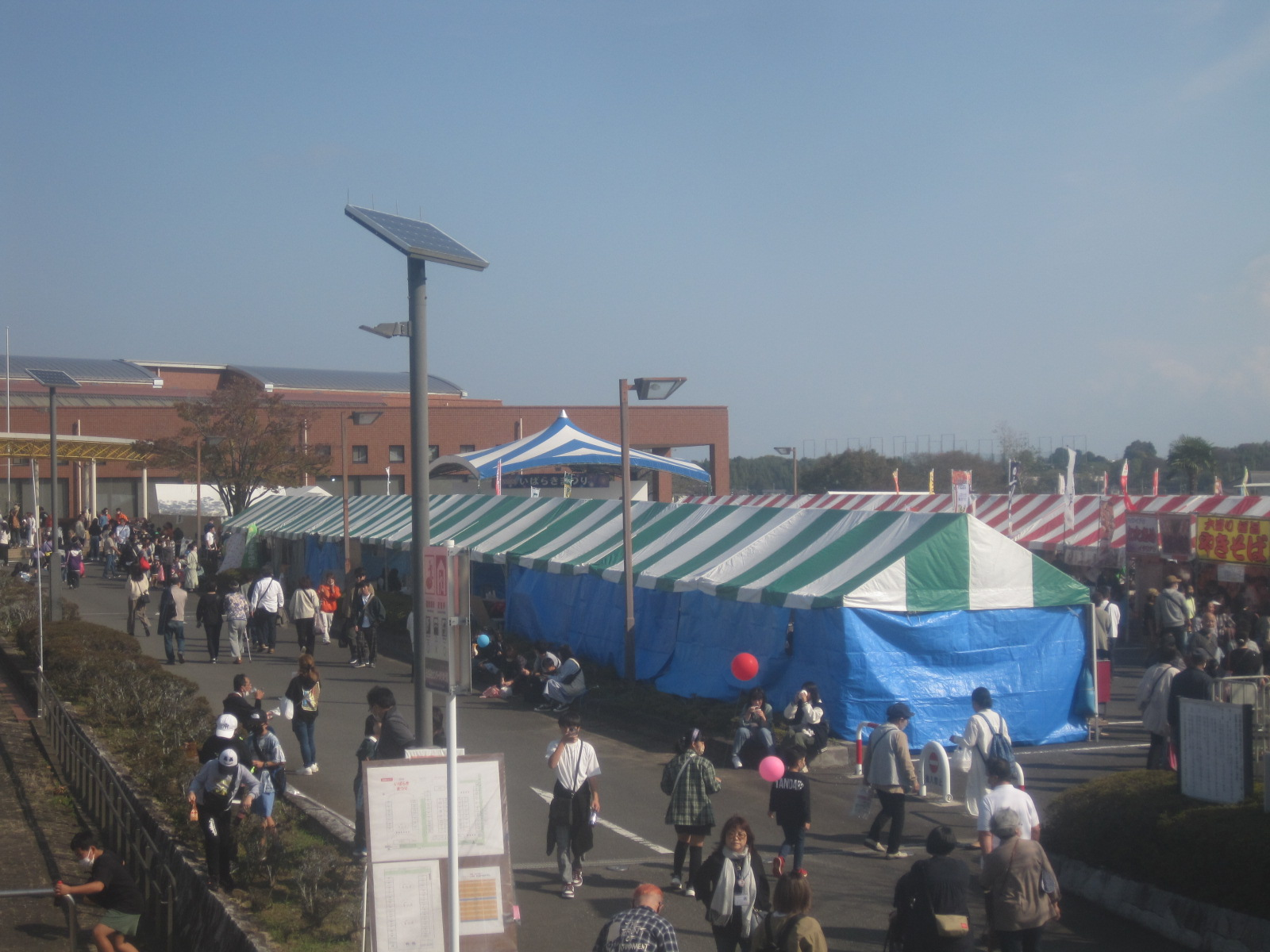
いばらきまつり

- 節分祭：　毎年2月3日に神塚神社で行われる祭礼。
- 茨城町民の日： 2010年より毎年2月11日に茨城町中央公民館大ホールで開催される催し。同日夕方〜夜には茨城町商工会青年部主催で「きらり子供あんどん」が茨城町運動公園で開催される。
- 大戸桜まつり： 毎年4月上旬に大戸さくら公園で開催される祭り。
- ひぬまあじさいまつり　:　2010年に第1回を開催。毎年6月下旬 - 7月上旬にかけて涸沼自然公園内で開催される祭り。7月第1土日前後にはステージイベントが行われる。
- 小鶴祇園祭　:　毎年7月の第3土日に小鶴の宿通りで行われる八坂神社の祭礼[注釈 2]。
- 小幡のまつり： 毎年7月中旬に小幡区民センターグラウンドで行われる祭り。
- 広浦あんば祭り : 毎年7月の最終土曜に広浦公園付近で行われる大杉神社の祭礼。
- 涸沼環境フェスティバル：毎年9月下旬 - 10月上旬頃に涸沼自然公園で行われる催し。本祭とセットで「ひぬまdeマルシェ」も行われる。
- 香取天満神社祭礼：毎年10月第1土日に小堤地区で行われる香取神社の祭礼。
- 上笑祭：毎年10月下旬に旧 上野合小学校体育館で行われる伝統芸能祭。
- いばらきまつり : 毎年11月第1日曜日に茨城町総合福祉センターゆうゆう館駐車場前で行われる産業振興祭[注釈 3]。かつては盆踊り・花火がメインの夏の部（前身の「ふるさとふれあいまつり」）と、郷土芸能やビンゴゲーム大会がメインの秋の部（前身の「茨城町商工祭」）とあり、1997年に現在の名称に統一された。夏の部は8月第4日曜日前後に行われていたが、1999年に開催されたのを最後に休止となっている[注釈 4]。2006年は「納涼盆踊り大会」と題して、盆踊り大会のみ復活した。なお、花火大会は2001年秋の部の後夜祭を最後に長らく中断していたが、2012年に当祭りのフィナーレ花火として復活した。
- 茨城町町民祭 : 毎年11月上旬（文化の日前後）に茨城町中央公民館で行われる芸術祭[注釈 5]。上記のいばらきまつりとセットで行われることが多い[注釈 6]。

### 過去
- 葉月まつり : 1989年まで行われていた「ふるさとふれあいまつり」の前身。毎年8月のお盆頃に行われていた。
- ふるさとふれあいまつり :　1990年に第1回を開催。当初は町運動公園で開催されていたが、翌1991年からは茨城町役場前広場に会場を移して開催。1997年にいばらきまつり・夏の部に名称変更したため終了。
- 茨城町商工祭 : 現在のいばらきまつりの前身にあたる。毎年10月下旬の土日の2日間、茨城町役場前広場で開催。1995年までは前述の茨城町町民祭の1週間前に行われていたが、1996年からは町民祭とセットで開催されるようになった。1997年にいばらきまつり・秋の部に名称変更したため終了。
- こどもまつり : 2005年まで毎年12月第2土曜日に茨城町中央公民館で行われていた祭り。

## 漁港
- 広浦漁港
- 網掛漁港

## 教育
大学校
- 茨城県立農業大学校

高等学校
- 茨城県立茨城東高等学校

中学校
- 茨城町立明光中学校
- 茨城町立青葉中学校

小学校
- 茨城町立葵小学校
- 茨城町立大戸小学校
- 茨城町立青葉小学校
- 茨城町立長岡小学校

## 交通

### 鉄道
町内に鉄道路線は走っていない。鉄道を利用する場合の最寄り駅は、JR東日本常磐線水戸駅・石岡駅から路線バス利用となる。
- かつて水戸電気鉄道線が、下水戸 - 常陸長岡（後に奥ノ谷まで延伸）が1938年11月29日まで走っていた。

### バス
路線バス

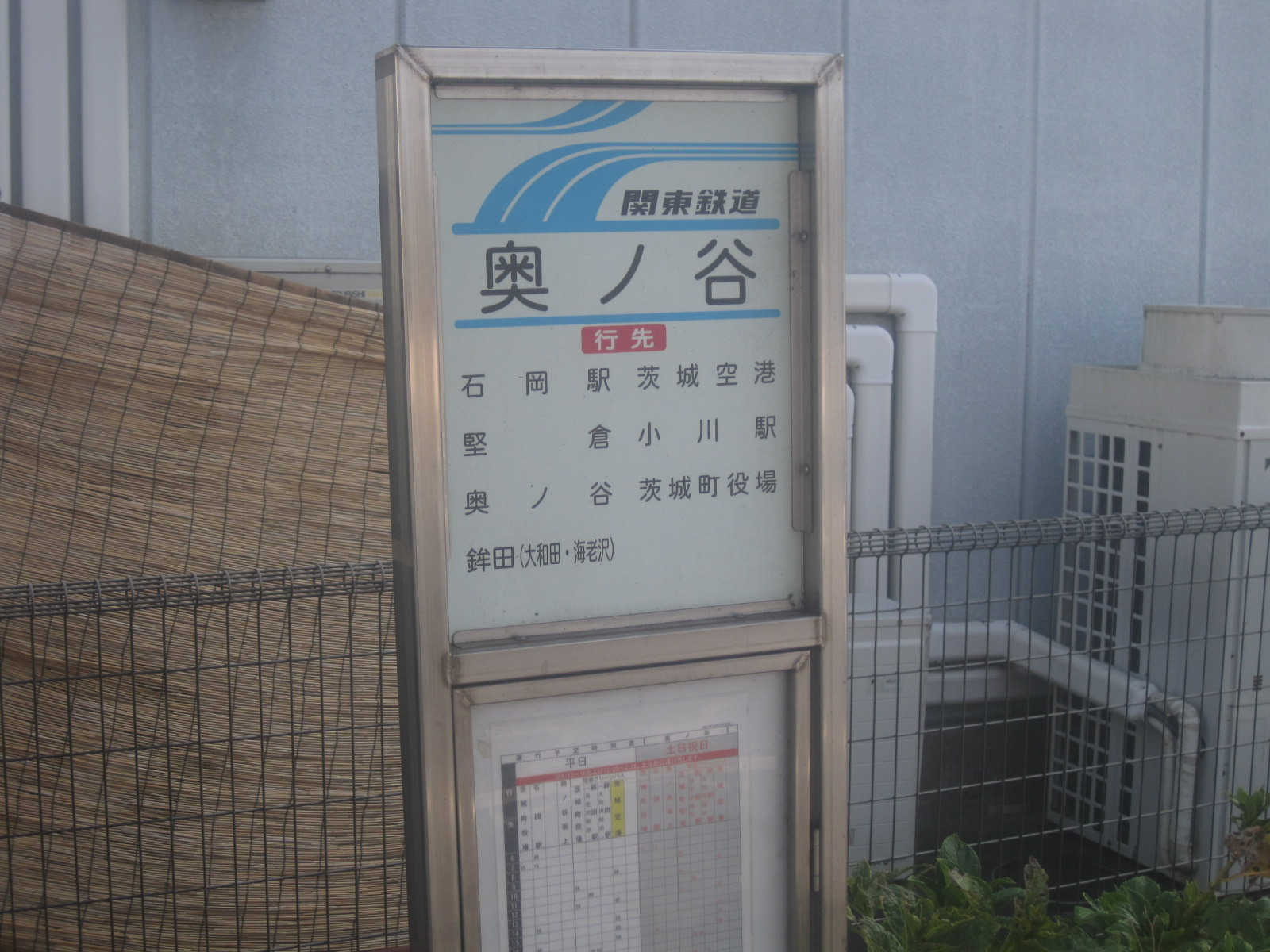
茨城町の中心部である「奥ノ谷」バス停

- 関東鉄道による路線バスが当町の中心部を南北に運行し、北は水戸駅方面に、南は石岡駅、茨城空港、鉾田駅方面に向かう路線バスが当町内を通過する。なお、一部路線は茨城交通の路線バスによる運行担当である。現在、当町内にコミュニティバスは運行されていない[注釈 7]。
  - 関東鉄道 - 水戸営業所・鉾田車庫（旧関鉄グリーンバス）
  - 茨城交通 - 茨大前営業所、鯉淵営業所

高速バス・急行バス
- 運転免許センター発着の「わかば号」の他、東京行き高速バス「みと号」（県庁ルート）が当町西部の『茨城町西IC』に停車する（高速バス利用客用無料駐車場120台分併設）。
  - 関東鉄道 - 水戸営業所
  - 茨城交通 - 浜田営業所
  - ジェイアールバス関東 - 水戸支店

### 道路
- 高速道路
  - 北関東自動車道
    - (15)茨城町西IC - (15-1)茨城町JCT - (16)茨城町東IC

  - 東関東自動車道
    - (17)茨城空港北IC - (18)茨城町JCT
- 一般国道
  - 国道6号
    - 北方面 - 水戸・ひたちなか・東海・日立・高萩・北茨城・いわき・双葉・浪江・相馬・岩沼
    - 南方面 - 小美玉・石岡・土浦・取手・柏・松戸・東京
- 主要地方道
  - 茨城県道16号大洗友部線
  - 茨城県道18号茨城鹿島線
  - 茨城県道40号内原塩崎線
  - 茨城県道43号茨城岩間線
  - 茨城県道50号水戸神栖線
  - 茨城県道59号玉里水戸線
- 一般県道
  - 茨城県道106号長岡大洗線
  - 茨城県道110号鉾田茨城線
  - 茨城県道115号子生茨城線
  - 茨城県道144号紅葉石岡線
  - 茨城県道175号塩ヶ崎茨城線
  - 茨城県道179号中石崎水戸線
  - 茨城県道180号長岡水戸線
  - 茨城県道181号宮ヶ崎小幡線
- 自転車道・サイクリングロード
  - 茨城県道500号茨城大洗自転車道線

## イメージキャラクター
- ひぬ丸くん

2011年2月11日誕生。豊かな自然の中で生まれ育った緑の妖精をイメージしたキャラクター。清流をイメージした青いスカーフを身につけ、茨城町の農畜産物の安心・安全さを象徴するハート型の若葉を手に持っている。

## 友好交流都市
- 佐波郡玉村町（群馬県） - 2014年1月7日締結[6]
- 安達郡大玉村（福島県） - 2017年10月13日締結[7]
- 稲敷郡美浦村（茨城県） - 2017年10月13日締結[7]
- 恩納村（沖縄県）  -未定

## スポーツ
- 2017年11月21日より、J2リーグの水戸ホーリーホックのホームタウンとなっている[8]。

## 茨城町出身の人物
- 小川菊松（出版人、誠文堂新光社設立者）
- 川崎八右衛門（実業家、東京川崎財閥創業者）
- 2代目川崎八右衛門（実業家、東京川崎財閥第2代目当主）
- 川島義明（陸上競技選手、1956年メルボルンオリンピック代表）
- 木村仁美（フリーアナウンサー、LuckyFM茨城放送パーソナリティ）
- 篠原輝利（ロードレーサー）
- 篠原利恵（映画監督）
- 小林宣夫（政治家、茨城町長）
- 富山英明（元レスリング選手、ロサンゼルスオリンピック金メダリスト）
- 根矢涼香（女優）
- 望月明雄（内閣官房内閣審議官、内閣官房デジタル行財政改革会議事務局長代理、総務省大臣官房地域力創造審議官、第15代内閣府沖縄振興局長）[9]